# 3327 Campins
3327 Campins је астероид главног астероидног појаса са средњом удаљеношћу од Сунца која износи 3,172 астрономских јединица (АЈ).
Апсолутна магнитуда астероида је 11,8.